# 충선왕
충선왕(忠宣王, 1275년 10월 27일 (음력 9월 30일), 율리우스력 10월 20일 ~ 1325년 7월 1일 (음력 5월 13일), 율리우스력 6월 23일) 또는 선효왕(宣孝王)은 고려의 제26대 국왕(재위 : 1298년 3월 9일(음력 1월 19일, 율리우스력 3월 2일) ~ 10월 1일(음력 8월 18일, 율리우스력 9월 24일), 복위 : 1308년 9월 21일(음력 8월 28일, 율리우스력 9월 13일) ~ 1313년 4월 28일(음력 3월 24일, 율리우스력 4월 20일))이다.
초휘는 원(願), 휘는 장(璋), 자는 중앙(仲昻), 원에서 내린 시호는 충선(忠宣)이며, 공민왕이 올린 시호는 선효대왕(宣孝大王)이다. 몽골식 이름은 이지르부카(몽골어: Ijir Bukhqa, 몽골어: ᠵᠢᠵᠢᠭ
ᠪᠤᠬ᠎ᠠ, Жижигбуха, 한자: 益知禮普花 '익지례보화')이며, 정비(正妃)는 계국대장공주이다. 고려의 국왕이자 원나라의 봉지 심양왕직을 겸직했다. 고려사에서는 천일이 충선왕의 관상에 대해 인자한 눈이시니, 매와 개를 좋아하지 않으실 것입니다라는 기록이 있다.

## 개요
재위 기간 중 권문세족이 인사권을 독점하며 폐단을 일삼던 정방을 폐지하고 사림원(詞林院)을 설치하였다. 왕실 내의 족내혼을 법으로 금지시키고 재상지종(宰相之宗)에 해당하는 가문을 지정하여 귀족의 자녀들을 왕족들과 혼인하게 하였다.
또한 각염법을 제정하고 의염창을 설치하여 소금의 전매제도를 실시하였다. 재위 후반에는 아들 충숙왕에게 양위하고 원나라에 머물며 만권당을 세워 독서와 학문 연구, 서화 그리기 등에 전념하기도 했다.

## 생애

### 탄생과 가계
1275년(충렬왕 1년) 음력 9월 30일, 개경 사판궁에서 충렬왕과 원나라 세조 쿠빌라이 칸의 딸인 제국대장공주의 아들로 태어났다. 쿠빌라이의 외손자로서, 강력한 왕위계승권자로 등극하여 당시 충렬왕의 맏아들인 강양공을 제치고 세자에 책봉되었다.
쿠빌라이 카안의 차남 태자 친킴의 처이자 외숙모 코코진 카툰으로부터 이지르부카(益智禮普化, 몽골어:ᠢᠵᠢᠷᠪᠦᠺᠠ, Ижирбуха)라는 이름을 받았다. 이지르부카는 몽골어로 힘센 황소를 뜻한다.

### 즉위 이전
1277년(충렬왕 3년) 세자로 책봉되고, 다음 해 원나라에 가서 몽골 이름을 받았다. 1296년(충렬왕 22년)에 몽골 황실의 진왕(晋王) 카말라(甘麻刺)의 딸 계국대장공주와 혼인하였다.
충선왕은 계국대장공주와의 혼인에 앞서 종친 서원후(西原侯) 왕영(王瑛)과 홍규(洪奎), 조인규(趙仁規)의 딸을 비(妃)로 맞아들였다. 특히 왕영의 딸 정비 왕씨는 1287년(충렬왕 13년), 공녀로 선발되었는데 사정을 들은 세자의 요청으로 공녀 차출을 면하였으며, 1289년 (충렬왕 15년)자신의 비로 들였다.
1297년(충렬왕 23년) 어머니가 갑자기 병으로 죽자 원나라에서 귀국하여 어머니가 병을 얻게 된 것이 내총(內寵)을 질투하는 자들의 소치라 하여 당시 부왕(충렬왕)의 총애를 믿고 날뛰던 후궁 무비(無比, 백야단)를 살해하고, 그와 관련된 여러 사람을 귀양 보내거나 죽이고 가두었다. 이 지나친 처사와 왕비의 죽음에서 크게 충격을 받았는지 충렬왕은 왕위를 넘겨줄 뜻을 원나라에 알렸다.

### 즉위
1298년(충렬왕 24년) 충선왕이 왕위에 오르고, 부왕(父王)은 태상왕(太上王)이라 했다. 젊은 왕은 구폐를 개혁하고 새로운 정치를 실행하려 하였으나 권문세가의 비방을 많이 받았다. 정국(政局)의 쇄신을 꾀하고 먼저 관제를 개혁하던 무렵에 조비(趙妃)를 질투해 오던 왕비 계국공주와 왕의 반대파가 음모 사건을 일으켰다. 그리하여 충선왕은 즉위 7개월 만에 물러나고 다시 충렬왕이 복위하게 되었으니, 이것은 왕실의 치정 문제도 관계되지만, 충렬·충선 두 왕을 둘러싼 정치적 모략과 중상의 결과로 보인다.
충선왕이 왕위를 아버지 충렬왕에게 반환한 뒤 원나라로 간 뒤에도 그에게 원한을 품은 왕유소·송린·석천보 등이 그를 모함하여 두 부자를 이간시켰으며, 계국공주의 재가 문제를 제기하였으나 오히려 처형되었다. 충선왕은 다시 즉위할 때까지 10년간 계국공주와 원나라 수도에 머물면서 후에 원 무종이 되는 회령왕(懷寧王) 카이산(海山)과 원 인종이 되는 태자 아유르바르와다(愛育黎拔力達)와 친하게 지냈다.
1307년 원나라의 성종이 죽자 왕위 계승이 실력 문제로 비화되었을 때 충선왕은 무종을 옹립하여 공을 세웠다. 이로써 원 황실과의 친분이 두텁게 되어 심양왕에 즉위하였으며, 1308년 아버지 충렬왕이 죽자 고려왕에 복귀하여 다시 정치의 쇄신에 열의를 보였으나 오래 고려에 머무르지 않고 원나라 생활을 즐기며 전지(傳旨)를 통하여 국정을 행하였다. 왕이 해마다 많은 물품을 원나라로 가져가고 계속 원나라에 머물길 원하자, 왕의 귀국 운동이 있었으나 귀환을 꺼렸다. 이 와중에 세자 감을 추대하려는 움직임이 있자 그를 살해한다.
아들 강릉대군 도(江陵大君 燾)에게 왕위를 물려주고, 조카 왕고를 심양왕의 세자로 삼았으며 나중에 그에게 전위(傳位)하면서 끝내 귀국을 피하였다. 이는 본국에 대한 애착 결여, 원황실의 우대 등에도 이유도 있고, 충선왕의 본성이 담박하여 불교를 좋아하고 글을 즐기며 그림도 잘 그리는 등 정치와 권력에는 애착이 적었던 까닭도 있다.
그 무렵 원나라 연경에 만권당을 설립하여 내외 서적을 모으고, 고려에서 이제현 등과 원나라의 조맹부 등의 학자를 초빙하여 학문을 연구하며 고려 문화 수입에 힘을 썼다.

### 개혁
충선왕의 개혁 정치는 반원파를 중심으로 한 충선왕의 정치이다.

#### 1차 개혁
그는 즉위 직후부터 대대적인 개혁을 펼쳐냈고, 개혁은 신하들의 대환영을 받는다.
- 나라에 공을 세운 인물에게 포상한다.
- 공신의 자손에겐 공신전을 수여한다.
- 내시의 등급을 상승시킨다.
- 실력을 위주로 하여, 임명과 파면 및 승진을 결정한다.
- 신분에 상관 없이 인물을 등용한다.
- 무신정권 이후 급격히 기운 무신들의 권세를 상승시킨다.

#### 2차 개혁
그는 복위하여 개혁을 했다. 그러나 정세가 바뀐 후여서 개혁은 결실을 맺지 못한다.
- 세금을 낮춰 걷는다.
- 귀족의 횡포를 엄단한다.
- 실력 있는 인재를 등용한다.

### 동성혼 금지
충선왕은 고려 왕실내에서 성행하던 동성(同姓, 왕씨)간의 혼인을 금지하였으며, 왕실과 혼인할 수 있는 15개의 가문을 선정하여 왕족 남성은 귀족의 딸과, 왕실 여성은 귀족의 아들과 혼인할 것을 명령하여 왕씨간의 족내혼을 금지하였다. 이로써 왕족들은 충선왕이 정한 가문 출신의 자녀와 통혼하게 되었는데, 이 가문들은 권문세족으로 성장하였다.
세조(世祖, 쿠빌라이) 황제께서 앞서 지원 12년(1275년)과 지원 28년(1291년)에 성지(聖旨)를 전달하셨다.

성지에서 말씀하시기를,
‘동성(同姓)끼리 통혼하지 못하는 것은 천하에 통용되는 이치이다.
하물며 그대 나라는 문자를 해독할 수 있으며, 공자의 도(道)를 행하고 있으니,
응당 동성과 통혼해서는 안 될 것이다.’ 라고 하셨다.

지금부터는 만약 종친이 동성과 혼인하는 경우 성지를 위반한 것으로 죄를 논할 것이니
마땅히 대대로 재상을 지낸 가문의 딸과 혼인하여 아내로 맞아들일 것이며,
재상의 아들은 종실의 딸과 혼인하라.

만약 가세(家勢)가 비루하고 한미하다면 이 제한 규정에 포함되지 않는다.
- 순경태후의 외향인 경주 김씨(慶州 金氏)와 언양 김씨(彦陽 金氏) 일족
- 공예태후의 외향인 정안 임씨(定安 任氏) 일족,
- 인예태후의 외향인 경원 이씨(慶源 李氏)
- 원혜태후의 외향인 안산 김씨(安山 金氏)
- 철원 최씨(鐵原 崔氏) • 해주 최씨(海州 崔氏) • 공암 허씨(孔岩 許氏) • 평강 채씨(平康 蔡氏)
- 청주 이씨(淸州 李氏) • 당성 홍씨(唐城 洪氏) • 황려 민씨(黃驪 閔氏) • 횡천 조씨(橫川 趙氏)
- 파평 윤씨(坡平 尹氏) • 평양 조씨(平壤 趙氏)

위의 가문들은 모두 누대의 공신과 재상 가문이니 대대로 혼인할 수 있을 것이다.
남자는 종실의 딸과 혼인하고 여자는 종실의 아내가 될 수 있다.
문무양반(文武兩班) 가문은 동성과 혼인할 수 없으며, 외가 사촌에게 구혼하는 것을 허락하노라.

### 생애 후반
한편 충선왕의 개혁정치로 말미암아 홍복원의 손자인 홍중희, 홍중경 등이 기득권을 잃게 되자, 이들 홍씨들은 고려왕이 심양왕을 겸하는 일은 부당하다고 주장하면서 입성론을 펼쳤다. 입성론(立省論)은 고려를 원나라의 행성(行省, 행중서성)으로 삼아달라는 주장을 가리킨다. 하지만 이들의 주장은 고려 출신 원나라 환관인 방망고태(方忙古台)에 의해 좌절된다. 방망고태는 흥성궁興聖宮)에서 원 무종의 모후인 수원황태후(壽元皇太后)를 섬기고 있었는데, 황태후에게 "홍중희가 고려에서 도망 온 백성인 주제에 감히 방자하게 거짓말을 해 본국을 전복하려니 그 죄는 죽어 마땅한데 어찌 되레 왕과 대질해 시비를 가리게 할 수 있겠습니까?" 라고 말하니 황태후는 진실을 알아차리고 황제에게 말해 중서성에 칙명을 내려서 양자가 대면해 시비를 가리는 일 없이 홍중희만 장형을 가해 장기간 조주(潮州)로 유배보내게 했다. 그래서 충선왕은 무사할 수 있었다.
하지만 충선왕의 개혁정치는 시작하자마자 좌초하게 되며, 또한 충선왕은 강제 폐위되었고, 고려 왕위는 충선왕의 장자 강릉대군에게, 심양 왕위는 당시 충선왕의 조카이며 태자였던 연안군 왕고(延安君王暠)에게 물려주게 된다. 그 뒤 고려왕과 심양왕은 서로에게 정통성을 주장하며 다투게 되며, 특히 고려 말에 한때 고려의 태자였던 심양왕이 고려 왕위를 요구한 횟수가 잦았다. 뒷날 심양왕은 줄곧 고려 왕족에게 이어졌으며, 고려 왕족의 후예였던 마지막 심양왕 탈탈불화(脫脫不花)가 후계자 없이 죽자 요동 정벌론이 고려에서 일어나며, 이를 위해 진군하던 이성계가 위화도에서 회군함으로써 고려는 멸망한다.

### 유배와 석방, 죽음
원나라의 인종이 죽자 고려 출신 원나라 환관 임백안독고사(任伯顏禿古思)의 참소로 토번(지금의 티베트) 땅에 유배되었다. 임백안독고사는 충선왕에게 무례하게 굴었다가 충선왕이 황태후에게 건의하여 장형을 받았으며, 그가 불법으로 다른 원나라 백성에게 빼앗은 땅을 충선왕의 상소로 되돌려주게 한 일이 있다. 임백안독고사의 무고로 토번에 유배되었지만, 임백안독고사는 계속 충선왕을 공격하다가 1323년에 처형된다. 1323년 영종이 몽골에서 대도로 내려오다 암살되고, 영종의 당숙이자 그의 매부(妹夫)인 태정제 예순테무르가 즉위하자, 유배에서 풀려나 원나라 대도에 돌아와 2년 후에 객사하였다. 시신은 고려로 운구되어 덕릉(德陵)에 묻혔다. 원나라에서 내린 시호는 충선왕인데 충선왕의 시호를 싫어하던 고려인들은 선효왕(宣孝王), 헌효대왕(憲孝大王), 헌효왕, 헌왕 등으로 부르기도 했다.

## 가족 관계
| 1275년 10월 20일 (음력 9월 30일) 고려 개경 사판궁 | 1325년 6월 23일 (음력 5월 13일) (49세) 원나라 연경 저택 |

|    |                                                               | 생몰년          | 부모                                  | 비고               |
| -- | ------------------------------------------------------------- | --------------- | ------------------------------------- | ------------------ |
| 부 | 충렬왕 忠烈王                                                 | 1236년 - 1308년 | 원종 元宗 순경태후 김씨 順敬太后 金氏 | 제25대 국왕        |
| 모 | 제국대장공주 齊國大長公主 장목왕후 莊穆王后 인명태후 仁明太后 | 1259년 - 1297년 | 세조 世祖 예쉬진 카둔 阿速眞 可敦     | 칭기즈 칸의 증손녀 |

|   |                             | 이름 / 본관       | 생몰년          | 부모                                                            | 비고                           |
| - | --------------------------- | ----------------- | --------------- | --------------------------------------------------------------- | ------------------------------ |
| 1 | 계국대장공주 薊國大長公主   | 부다시리 寶塔實憐 | 미상 - 1315년   | 카말라 甘麻剌 미상                                              | 세조의 증손녀                  |
| 2 | 의비 懿妃                   | 예쉬진 也速眞     | 미상 - 1316년   | 미상                                                            |                                |
| 3 | 정비 왕씨 靜妃 王氏         | 개성              | 미상 - 1345년   | 서원후 왕영 西原侯 王瑛 변한국순안비 황보씨 卞韓國順安妃 皇甫氏 | 충렬왕비 정신부주 왕씨의 조카  |
| 4 | 조비 趙妃                   | 평양              | 생몰년 미상     | 조인규 趙仁規 조씨 趙氏                                         |                                |
| 5 | 순화원비 홍씨 順和院妃 洪氏 | 남양              | 미상 - 1306년   | 홍규 洪奎 삼한국대부인 김씨 三韓國大夫人 金氏                   | 충숙왕비 명덕태후의 언니       |
| 6 | 순비 허씨 順妃 許氏         | 공암              | 1271년 - 1335년 | 허공 許珙 최씨 崔氏                                             | 평양공 왕현 사후 충선왕과 재혼 |

| 군호 | 군호                        | 이름                                  | 생몰년          | 생모        | 배우자                                                              | 비고                 |
| ---- | --------------------------- | ------------------------------------- | --------------- | ----------- | ------------------------------------------------------------------- | -------------------- |
| 1    | 광릉군 廣陵君 왕세자 王世子 | 감 鑑                                 | 미상 - 1310년   | 의비 예쉬진 | 미상                                                                | 충선왕에 의해 처형됨 |
| 2    | 충숙왕 忠肅王               | 만 卍 몽고 아라트나시리 阿刺訥忒失里  | 1294년 - 1339년 | 의비 예쉬진 | 공원왕후 홍씨 恭元王后 洪氏 명덕태후 明德太后 복국장공주 濮國長公主 | 제27대 국왕          |
| 3    | 덕흥군 德興君               | 고려 혜 譓 몽골 타스테무르 塔思帖木兒 | 미상            | 미상        | 미상                                                                |                      |

|   |                   | 생몰년        | 생모 | 배우자                          | 비고 |
| - | ----------------- | ------------- | ---- | ------------------------------- | ---- |
| 1 | 수춘옹주 壽春翁主 | 미상 - 1345년 | 미상 | 정안부원군 허종 定安府院君 許悰 |      |

## 충선왕이 등장하는 작품

### 드라마
- 2017년 MBC 《왕은 사랑한다》 - (배우:임시완, 남다름, 문우진, 송민재)

## 같이 보기

### 일반 주제
- 심양왕
- 덕흥군
- 충렬왕
- 충숙왕
- 공민왕
- 왕감

### 관련 도로
- 충선로 - 인천광역시 부평구에 있는 도로